# 神志名泰裕
神志名 泰裕（かしな やすひろ、1948年9月9日 - ）は、政治ジャーナリスト。元NHK解説委員長。担当分野は政治。

## 来歴・人物
大分県出身。大分県立佐伯鶴城高等学校、大阪大学法学部卒業後、1971年NHKに入局。
政治部を中心に30年以上の記者経験を元に、日本放送協会（NHK）の番組でのニュース解説等を行っている。
2005年6月から、今井義典元・NHK副会長の後を継ぎ解説委員長を3年間務めた。この間、ニュース解説の特集で司会進行役となった。2008年6月から、解説主幹。2013年10月1日定年退職。政治ジャーナリスト､公益財団法人明るい選挙推進協会評議員、日本政治総合研究所理事を務める。
2020年、日本政治法律学会より報道学会賞を受賞。

## 担当番組

### 現在
- 日曜討論（2010年9月19日放送分から不定期担当）

### 過去
- あすを読む
- NHKラジオ夕刊
- ラジオほっとタイム内コーナーちょっと知りたいニュースのつぼ